# 捷尔诺夫卡区
捷尔诺夫卡区（俄语：Терновский район）是俄罗斯联邦沃罗涅日州下辖的一个区，其行政中心为捷尔诺夫卡。据2016年统计，该区的人口为19493人。